# Étoile-Saint-Cyrice
Étoile-Saint-Cyrice é uma comuna francesa na região administrativa da Provença-Alpes-Costa Azul, no departamento de Altos-Alpes. Estende-se por uma área de 14,41 km². Em 2010 a comuna tinha 31 habitantes (densidade: 2,2 hab./km²).